# 1549 Mikko
Az 1549 Mikko (ideiglenes jelöléssel 1937 GA) a Naprendszer kisbolygóövében található aszteroida. Yrjö Väisälä fedezte fel 1937. április 2-án, Turkuban.